# Samsung Gear S2
Samsung Gear S2 è uno smartwatch prodotto da Samsung e presentato nel 2015. È disponibile in due varianti: classic e sport. È il successore del Samsung Gear S ed è stato sostituito dal Samsung Gear S3. Esegue il sistema operativo Tizen di Samsung. È stato presentato all'IFA nel 2015.
È il primo smartwatch Samsung ad adottare un display circolare.
Il suo successore, il Samsung Gear S3, è stato lanciato il 18 novembre 2016.
L'orologio è dotato di un'interfaccia utente con ghiera girevole ed è certificato con la protezione IP68 per una resistenza all'acqua fino a 1,5 metri di profondità in 30 minuti. È compatibile con cinturini per orologi da 20 mm. Ha un display Super AMOLED con una risoluzione di 360 x 360 pixel e una dimensione dello schermo di 1,2 pollici. L'orologio ha un processore Exynos dual-core che funziona a 1 GHz. Samsung Pay può essere utilizzato attraverso i terminali di pagamento NFC.

## Galleria d'immagini

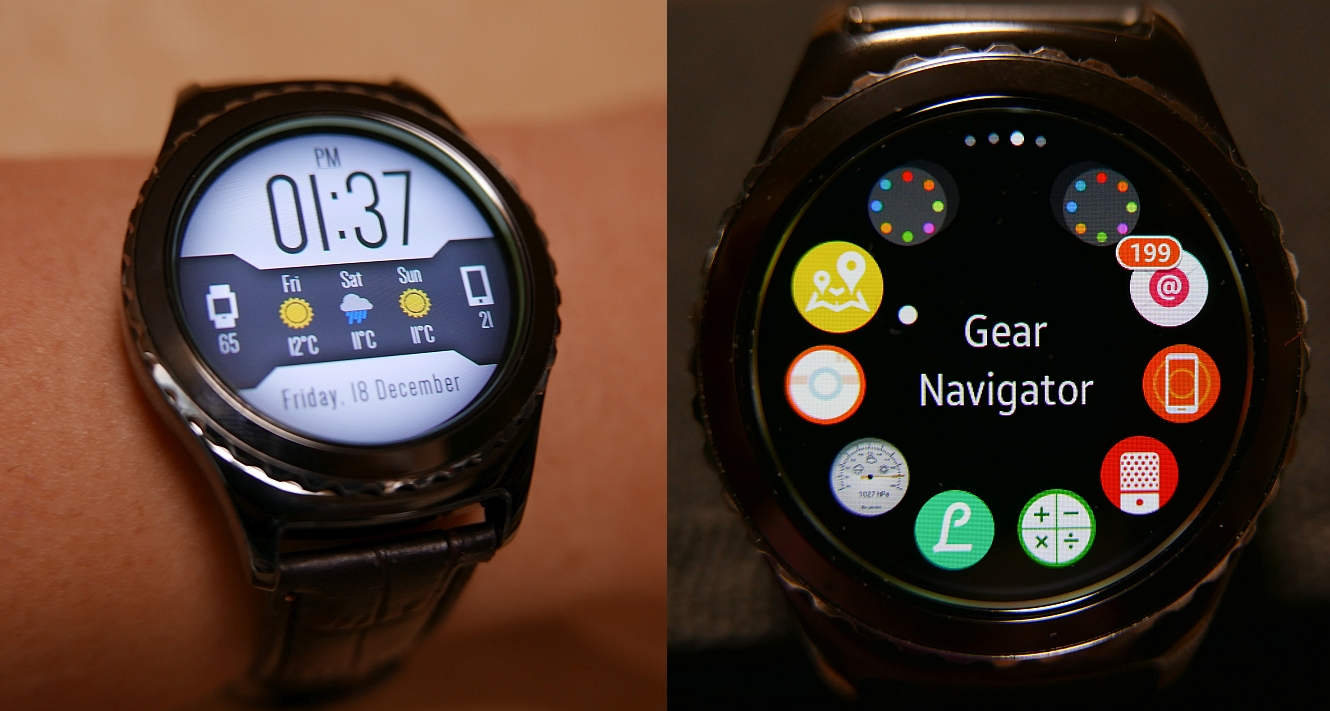
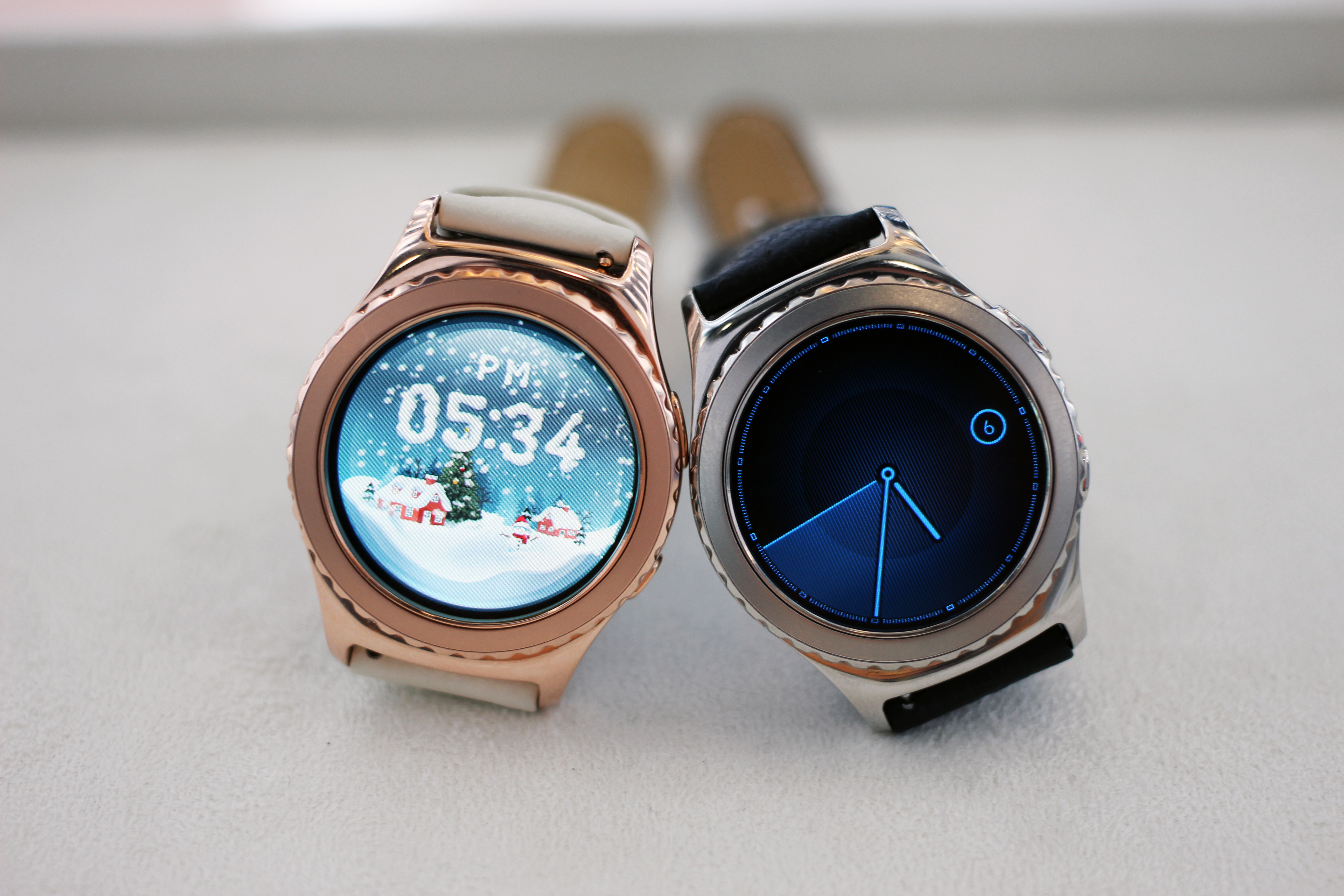
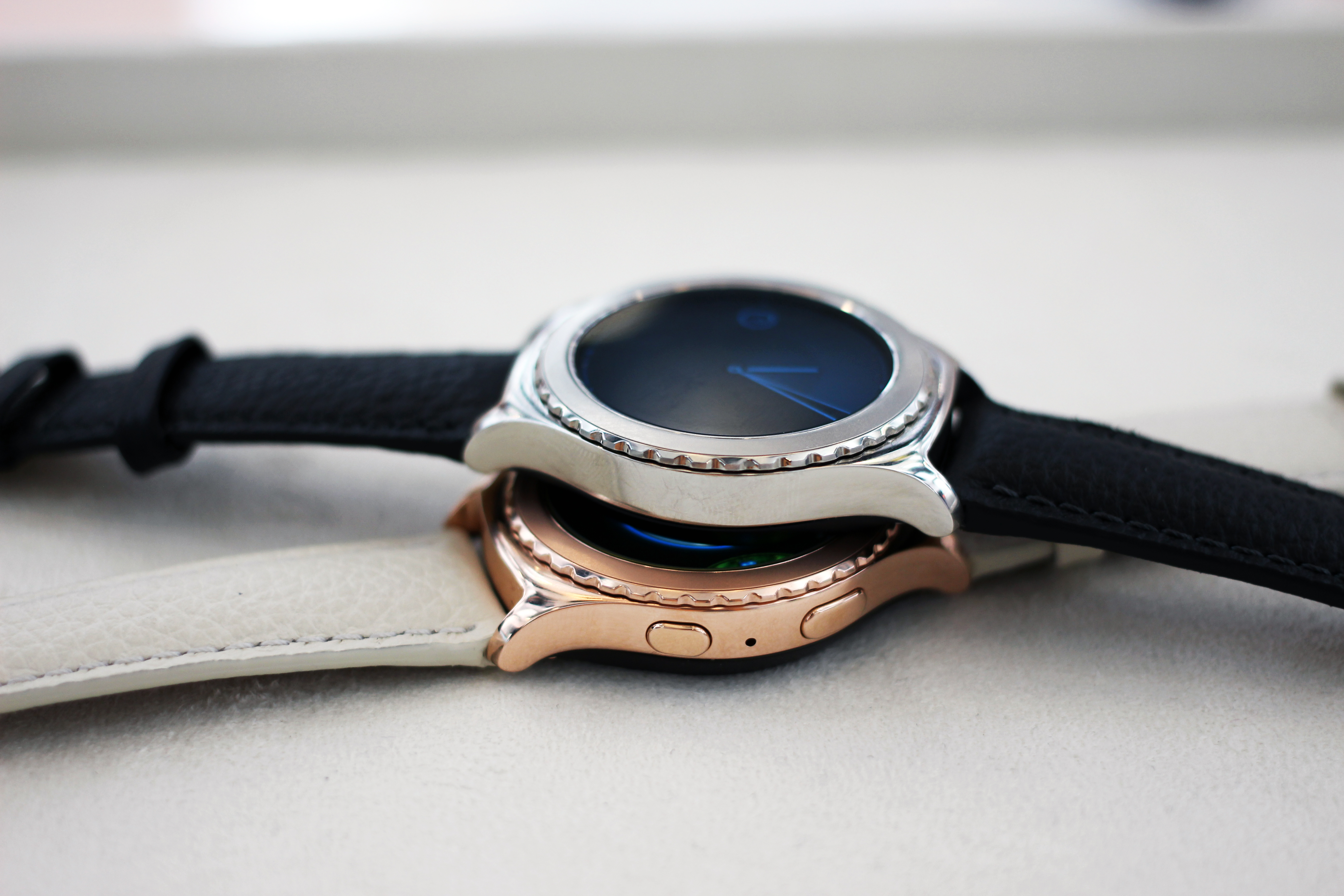
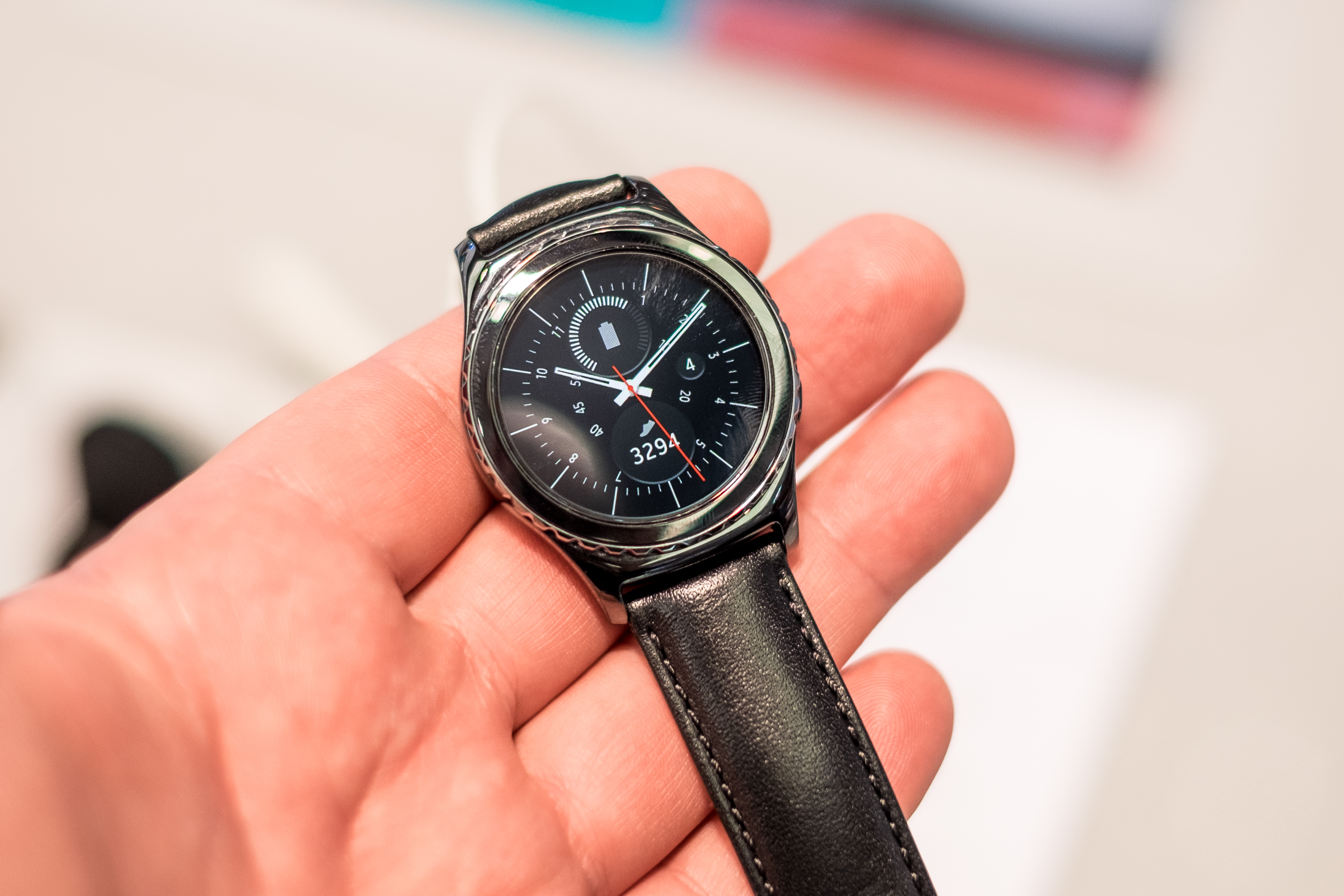
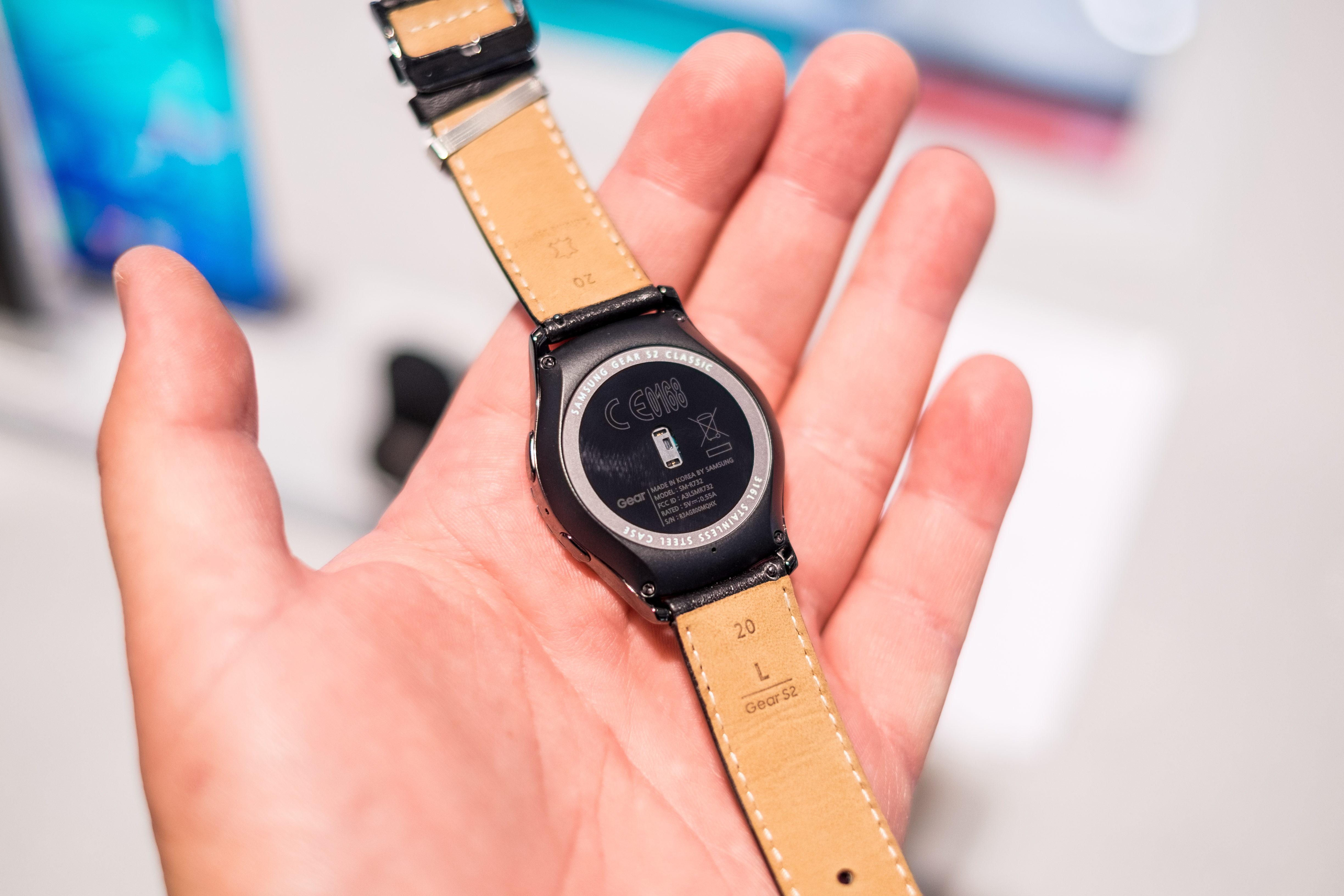
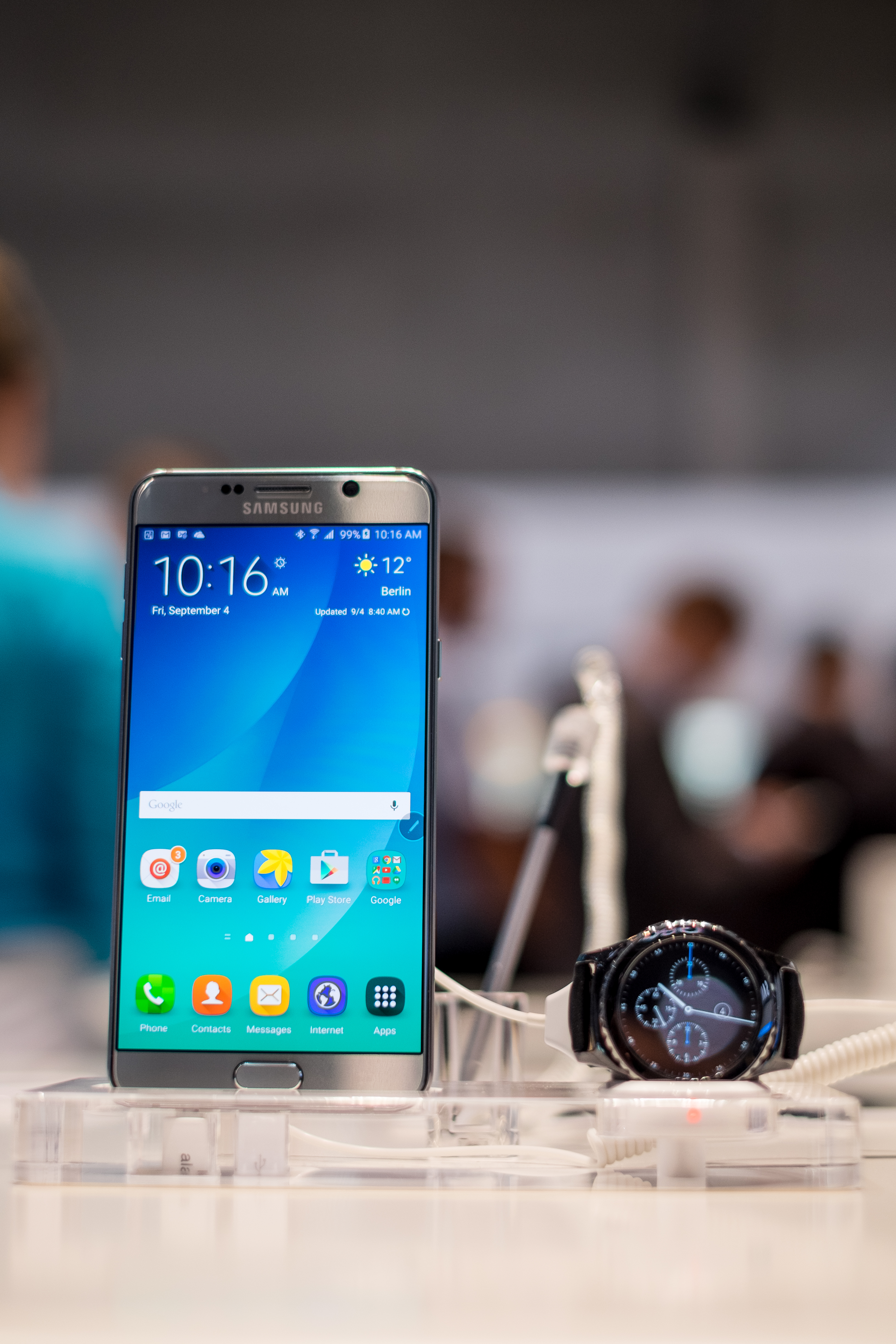

## Confronto fra i modelli
| Modello              | Gear S2 (Solo WiFi) | Gear S2 Classic | Gear S2 (3G) |
| -------------------- | --- | --- | --- |
| Display              | Super AMOLED circolare da 1,2 ", 360 x 360 pixel, 302 dpi | Super AMOLED circolare da 1,2 ", 360 x 360 pixel, 302 dpi | Super AMOLED circolare da 1,2 ", 360 x 360 pixel, 302 dpi |
| Dimensioni           | 49.8 x 42.3 x 11.4 m | 43.6 x 39.9 x 11.4 mm | 51.8 x 44 x 13.4 mm |
| Cellulari Standalone | NO | NO | Sí |
| Input                | Schermo capacitivo Pedometro (sensore a 9 assi) Sensore di frequenza cardiaca PPG Doppio microfono Sensore di luce ambientale WiFi 802.11 b/g/n Altoparlante Bluetooth LE (solo variante 3G) | Schermo capacitivo Pedometro (sensore a 9 assi) Sensore di frequenza cardiaca PPG Doppio microfono Sensore di luce ambientale WiFi 802.11 b/g/n Altoparlante Bluetooth LE (solo variante 3G) | Schermo capacitivo Pedometro (sensore a 9 assi) Sensore di frequenza cardiaca PPG Doppio microfono Sensore di luce ambientale WiFi 802.11 b/g/n Altoparlante Bluetooth LE (solo variante 3G) |
| Processore           | Cortex-A7 ARM dual-core Exynos da 1 GHz | Cortex-A7 ARM dual-core Exynos da 1 GHz | Cortex-A7 ARM dual-core Qualcomm Snapdragon 400 1.2 GHz |
| Memoria e RAM        | Memoria interna da 4 GB, 512 MB RAM | Memoria interna da 4 GB, 512 MB RAM | Memoria interna da 4 GB, 512 MB RAM |
| Tipo di cinturino    | Fluoroelastomero (gomma) | Cuoio | Fluoroelastomero (gomma) |
| Batteria             | Batteria da 250 mAh a 3.8v | Batteria da 250 mAh a 3.8v | Batteria da 300 mAh a 3.8v |